# John W. Kern

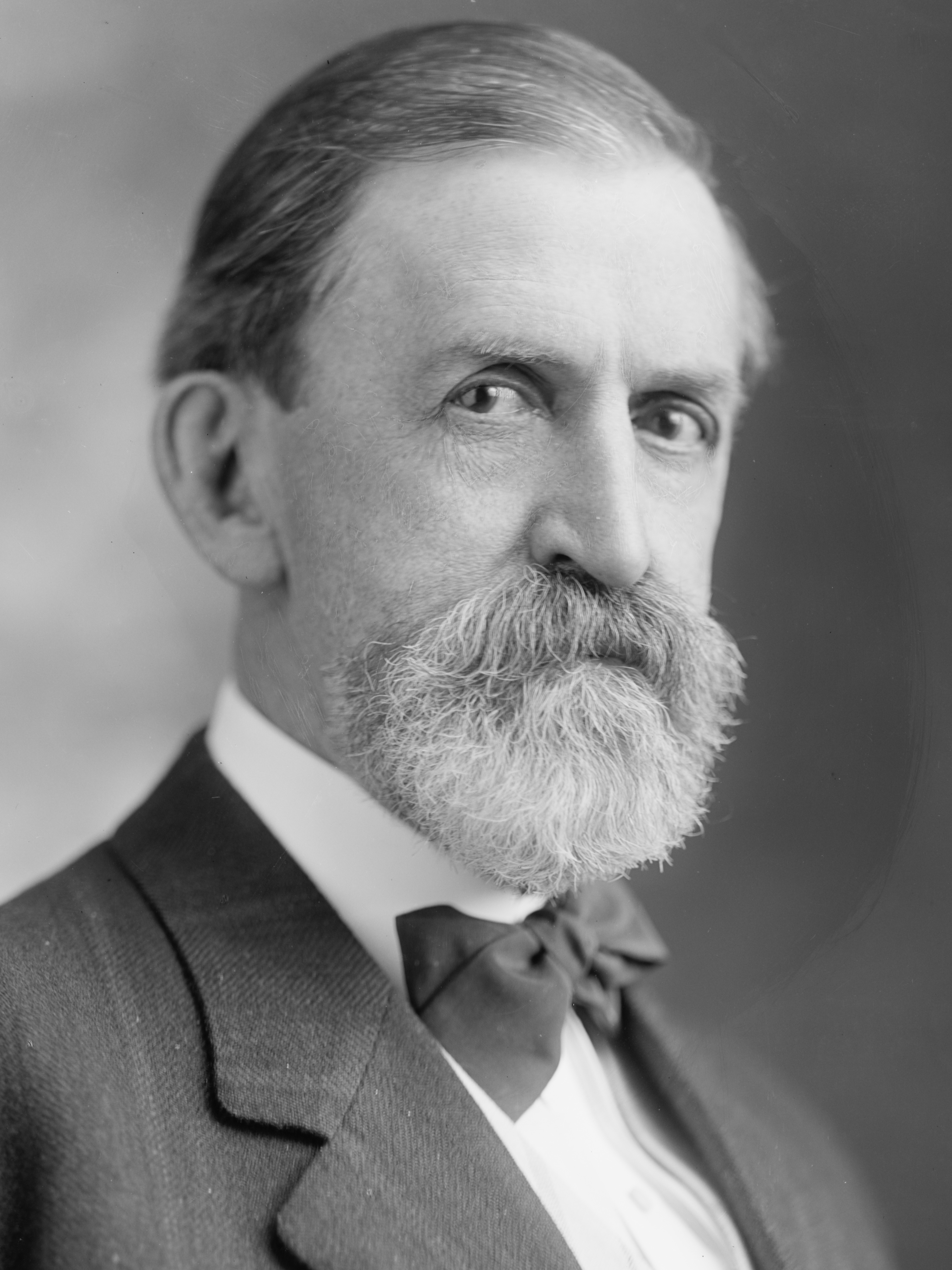
John W. Kern

John Worth Kern, född 10 december 1849 i Kokomo, Indiana, död 17 augusti 1917 i Asheville, North Carolina, var en amerikansk demokratisk politiker. Han var demokraternas vicepresidentkandidat i presidentvalet i USA 1908. Han representerade sedan delstaten Indiana i USA:s senat 1911-1917.
Kern avlade 1869 juristexamen vid University of Michigan. Han inledde senare samma år sin karriär som advokat i Kokomo. Han var stadsåklagare i Kokomo 1871-1884.
Kern var ledamot av delstatens senat 1893-1897 och förlorande kandidat i 1900 och 1904 års guvernörsval i Indiana.
Demokraternas partikonvent i Denver 1908 nominerade William Jennings Bryan till presidentkandidat och Kern till vicepresidentkandidat. Bryan hade redan tidigare förlorat två presidentval, 1896 och 1900. Bryan och Kern förlorade 1908 mot republikanerna William Howard Taft och James S. Sherman.
Delstatens lagstiftande församling valde 1911 Kern till senaten. Han var en ivrig förespråkare av sjuttonde tillägget till USA:s konstitution som innebar att senatorer skulle väljas direkt av folket. Tillägget trädde i kraft 1913. Han nominerades 1916 av demokraterna i Indiana till omval i ett direkt folkval. Kern förlorade mot republikanen Harry S. New. Han dog några månader efter att ha lämnat senaten.